# Akinobu Yokouchi
Akinobu Yokouchi (横内 昭展 Yokouchi Akinobu?), född 30 november 1967 i Fukuoka prefektur, är en japansk tidigare fotbollsspelare.
Yokouchi började sin karriär 1986 i Mazda (Sanfrecce Hiroshima). Han avslutade karriären 1995.